# تايغا ميكاوا
تايغا ميكاوا (باليابانية: 前川 大河) (13 يونيو 1996 في سيتسو في اليابان – )؛ هو لاعب كرة قدم ياباني سابق كان يلعب كلاعب وسط.

## وصلات خارجية
- تايغا ميكاوا على موقع رابطة كرة القدم اليابانية للمحترفين (اليابانية)
- تايغا ميكاوا على موقع قاعدة بيانات كرة القدم.إي يو (الإنجليزية)
- تايغا ميكاوا على موقع Soccerway.com (الإنجليزية)
- تايغا ميكاوا على موقع عالم كرة القدم.نت (الإنجليزية)